# Pohledec

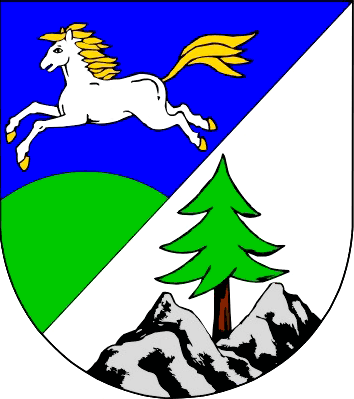
Znak Pohledce

Pohledec (německy Pochledetz) je vesnice, část města Nové Město na Moravě v okrese Žďár nad Sázavou. Nachází se asi 2,5 km na severovýchod od Nového Města na Moravě. Prochází zde silnice II/360. V roce 2009 zde bylo evidováno 159 adres. V roce 2001 zde trvale žilo 492 obyvatel.
Pohledec je také název katastrálního území o rozloze 6,36 km2.

## Známí rodáci
- Josef Jambor – český malíř